# Domènec Fita i Molat
Domènec Fita i Molat   (Girona, 10 d'agost de 1927 - Girona, 9 de novembre de 2020) fou un escultor català.
Després d'haver cursat estudis clàssics en diferents escoles de belles arts (Girona, Olot i Barcelona), la seva obra es va anar desproveint progressivament de l'academicisme, tal com s'evidència ja en les seves primeres obres destacades: el Crist jacent (1958), de la catedral de Girona, i el sant Benet (1961) de l'abadia de Montserrat. La pintura mural o sobre diferents suports, inicialment i bàsicament de temàtica religiosa, però també el dibuix (temes retrat, nus i bestiari), la ceràmica, el ciment, els vitralls, l'ús del poliuretà, pedra, i alabastre, ferro, acer, fusta i de diferents altres materials han configurat, al llarg de tres lustres de treball intensiu, una producció polifacètica i de difícil qualificació, que ha anat derivant en una abstracció radical, basada en una recerca sistemàtica, imprevisible i serial, defugint els ismes en ús.
Partidari decidit de la integració de les arts en l'arquitectura i en els espais públics, les seves obres de gran format són visibles en indrets i construccions tan emblemàtics com el temple de la Sagrada Família de Barcelona, catedrals de Girona i de Vic, monestir de Montserrat,... i en places de Canillo i Ordino (Andorra), Girona, Vic, Roses, Olot...

## Biografia

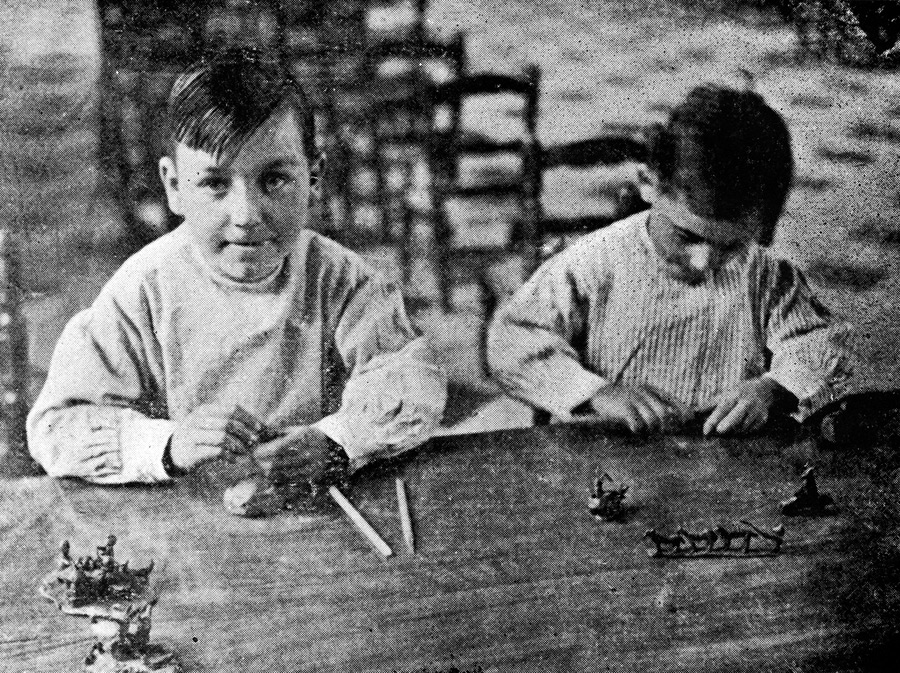
Domènec Fita (a la dreta) i Enric Homet (1932) fent figures de plastilina durant una visita del President Macià a la Casa d'Assistència de Girona.

El 10 d'agost de 1927 neix, a Girona, Domènec Fita i Molat. Als pocs dies és traslladat al mas Pujolàs de Santa Pau (Garrotxa, Girona).
1932-39. Ingressa a la Casa d'Assistència i Ensenyament de Girona, gestionada per la Generalitat de Catalunya, on inicia els estudis dins el sistema Montessori. Durant la guerra és escolaritzat al col·legi Durruti de Girona.
Amb 12 anys, a partir de l'any 1939, paral·lelament a la seva formació general, comença a seguir el mestratge artístic de Joan Carrera a l'Escola Municipal de Belles Arts de Girona.
1943-45. Cursa estudis d'escultura i dibuix a l'Escola de Belles Arts i Oficis d'Olot, simultaniejant el treball amb el mestre Carrera a Girona.
1945-51. Estudis d'escultura, pintura, dibuix i gravat a l'Escola de Belles Arts de Sant Jordi de Barcelona. Obté el títol de Professor de dibuix.
1948. Romà Vallès, Joan Lleó, Domènec Fita, Francesc Carulla i Albert García formen el Grup Flamma.
1950-1952 Guanya tres vegades consecutives la beca de la Fundació Amigó Cuyàs que el permet viatjar a París, a les illes Balears i per tota la península Ibèrica.
El 13 de desembre de 1953 pateix un greu accident mentre pinta el mural del baptisteri de l'església de Betlem de Barcelona, amb subseqüent paraplegia. Està hospitalitzat durant tres anys a la Clínica sant Josep de Barcelona.
1956. S'instal·la a viure i a treballar a Sarrià de Dalt, Girona.
El 2 de febrer de 1958 contrau matrimoni amb Àngela Rodeja i López.
1965-69. Professor d'arts plàstiques a l'Institut de Bell-lloc del Pla de Girona.
1969. Es trasllada a viure i a treballar a Montjuïc, Girona, on resideix fins a l'actualitat.
1969-1976. Professor d'Història i teoria de l'Art a l'Estudi General de Girona (Universitat Autònoma de Barcelona).
1979. Inauguració de l'Estudi d'Art, annex al seu taller de Montjuic (Girona), on impartirà docència d'escultura, dibuix, pintura, ceràmica i gravat durant dues dècades. Dels centenars d'alumnes que hi passen, procedents d'arreu de Catalunya, 65 han cursat posteriorment estudis universitaris de Belles Arts.
1985. És elegit membre de la Reial Acadèmia Catalana de Belles Arts de Sant Jordi, on ingressà el 18 d'octubre.
1994. Exposició Fita. 50 anys d'art integrat, Palau Robert de Barcelona, organitzada per la Generalitat de Catalunya.
2000. Comptant amb 109 exposicions individuals, 405 exposicions col·lectives i 380 obres d'encàrrec, i amb fons de propi d'11.300 obres inventariades i uns 40.000 dibuixos, preocupat pel futur del seu llegat, i amb la voluntat de potenciar i perpetuar una manera personal d'actuar i pensar artísticament, promou la creació de la Fundació Fita.
L'any 2006 rep la Creu de Sant Jordi de la Generalitat de Catalunya.

## Obres

### Escultura. Obres destacades

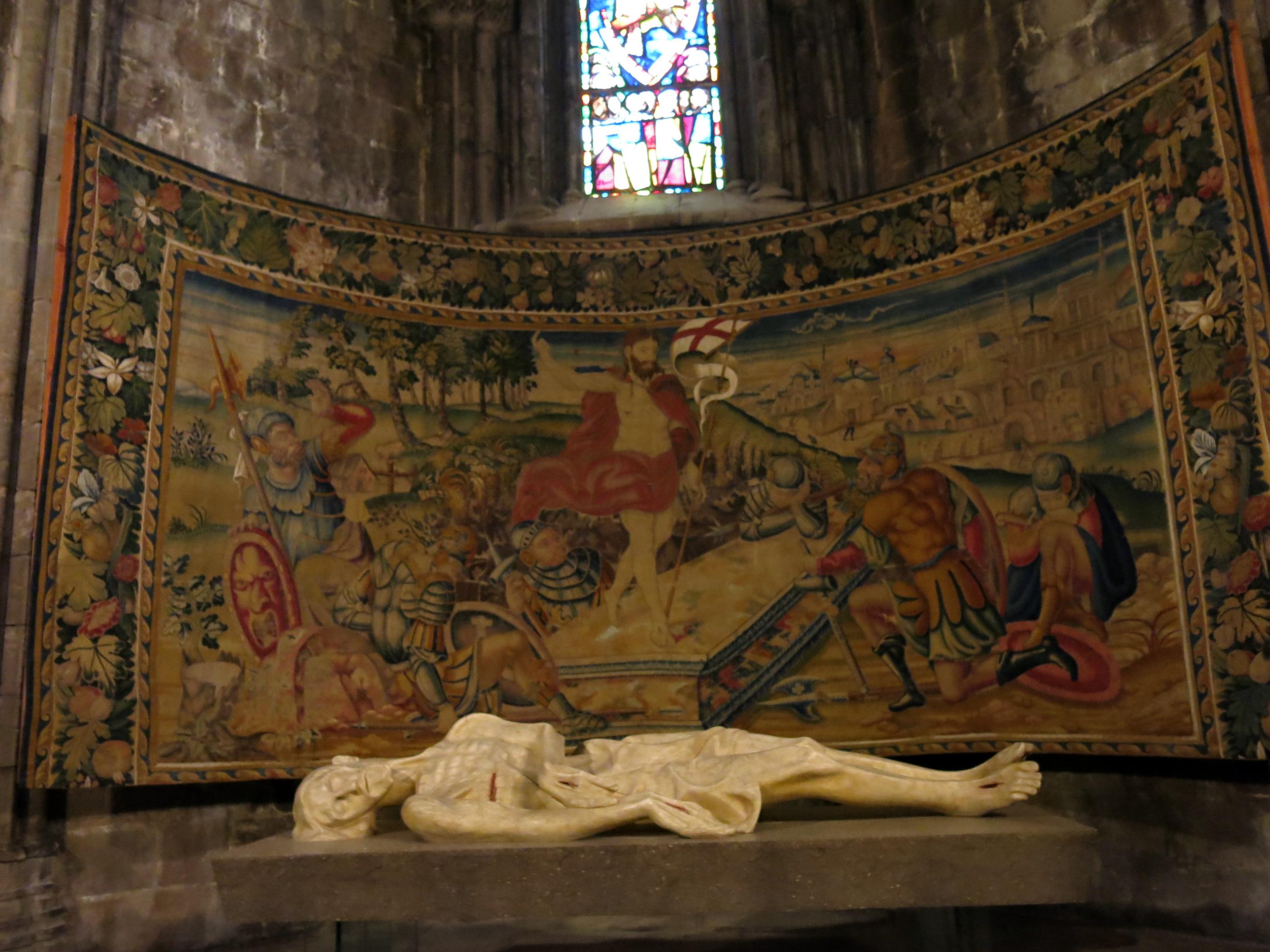
El Crist jacent (1958) de la Catedral de Girona

- 1953 - Frescos en l'Església de Santa Susanna de Girona.
- 1958 - Crist Jacent. Catedral de Girona.
- 1959 - Pas de l'Ecce Homo (Església de Sant Feliu, Girona)
- 1960 - Sant Joan i Sant Narcís. Façana de la Catedral de Girona.
- 1962 - Sant Benet. Monestir de Montserrat. Barcelona.
- 1964 - Mural de la façana de la clínica Salus Infirmorum. Banyoles.[4]
- 1971 - Monument a la Sardana. Lloret de Mar.
- 1985 - Columna de la història. Girona.
- 1990 - Monument als Pescadors. Roses.
- 2000-2005 - Hotels Sport. Soldeu (Andorra).
- 2002 - Oliba, Bisbe de Vic, Abat de Ripoll i de Cuixà. Vic.
- 2010 - Paviment del cancell d'entrada de la façana de la Passió, Sagrada Família. (Barcelona).
- 2010 - Els quatre Evangelistes, làmpades de vidres trencats, Sagrada Família. (Barcelona).

### Vitrall
- Vitrall a la Clínica Salus Infirmorum Banyoles (1964), Banyoles.
- Exterior del vitrall a la Capella de les Dominiques (1969), Pont Major, Girona.
- Estudi vitrall per a Pro-Grup Girona (1977), Girona
- Casa Adam (1977), Girona.
- Vitrall al Centre Montjuïc (1981), vidre de color en ciment armat, 4.46 x 5.15 m, Girona.
- Detall del vitrall al Centre Montjuïc (1981), vidre de color en ciment armat, Girona.
- Església Cor de Maria (1982), vidre de color en ciment armat, 14.0 x 4.19 m, Girona.
- Vitrall (1993, vidre en ciment armat) a l'interior de la Parròquia de Sant Josep Obrer de Ripoll.
- Estudi per a un Obelisc a Ordino (2000), tinta xinesa i aquarel·la sobre paper, Ordino (Andorra).

## Exposicions

### Exposicions individuals[5]
| Any     | Espai | Ciutat                            | Exposició                                                         |
| ------- | --- | --------------------------------- | ----------------------------------------------------------------- |
| 1953    | Biblioteca de Palafrugell | Palafrugell                       | Aquarel·les i dibuixos                                            |
| 1966    | Escola de Belles Arts d'Olot | Olot                              | Domènec Fita                                                      |
| 1967    | Inauguració galeria "Art Sacre" | Barcelona                         | Domènec Fita                                                      |
| 1967    | CICF | Badalona                          | Escultura                                                         |
| 1968    | Universitat de Pamplona | Pamplona                          | Escultures                                                        |
| 1968    | Ajuntament de Palamós | Palamós                           | Escultures                                                        |
| 1970    | Sala del Prado, Ateneo | Madrid                            | Escultura i ceràmica                                              |
| 1971    | Sala d'Art a la Llibreria Les Voltes | Girona                            | Ceràmica                                                          |
| 1973    | Galeria Massanet | L’Escala                          | Escultura i dibuix                                                |
| 1974    | Galeria Matisse | Barcelona                         | Escultura                                                         |
| 1974    | Galeria Vallés | Figueres                          | Dibuix                                                            |
| 1975    | Galeria Internacional | Girona                            | Antològica dibuix                                                 |
| 1976    | Galeria Leonci Quera | Olot                              | Antològica de ceràmica                                            |
| 1976    | Caixa de Pensions | La Bisbal d'Empordà               | Ceràmica                                                          |
| 1977    | Galeria Art-3 | Figueres                          | Pintura                                                           |
| 1977    | Galeria d'Art 3 i 5 | Girona                            | Escultures i ceràmiques                                           |
| 1977    | Galeria Gorem | Madrid                            | Escultures                                                        |
| 1977    | | Santa Coloma de Farners           | Antològica de pintura                                             |
| 1977    | Sala d'art Leonardo | Saragossa                         | Escultura                                                         |
| 1977    | Galeria Art-3 | Figueres                          | Pintura                                                           |
| 1978    | Palau de Caramany | Girona                            | Ceràmiques i dibuixos                                             |
| 1978    | Galeria d'Art Vidreres | Vidreres                          | Pintura                                                           |
| 1978    | Galeria Céspedes | Còrdova                           | Ceràmiques i dibuixos                                             |
| 1978    | Galeria Gorem | Madrid                            | Pintura                                                           |
| 1979    | Acadèmia de Sabadell | Sabadell                          | Escultura, dibuix, Pintura i ceràmica                             |
| 1979    | Sala municipal | Lloret de Mar                     | Pintura                                                           |
| 1979    | Grupo Stock | Bilbao                            | Pintures                                                          |
| 1979    | Sala d'art Tamariu | Palafrugell                       | Pintures                                                          |
| 1980    | Galeria St. Lluc | Olot                              | Pintures                                                          |
| 1980    | Obra cultural de La Caixa | Girona, Barcelona, Olot, Figueres | Antològica: escultura, pintura, dibuix, ceràmica, obra d'encàrrec |
| 1980    | Cau Serrat | Tossa de Mar                      | Pintures                                                          |
| 1980    | L'Artística | Girona                            | Pintures                                                          |
| 1981    | Galeria Matisse | Barcelona                         |                                                                   |
| 1981    | Taller Vila Clara | La Bisbal d'Empordà               |                                                                   |
| 1981    | Cercle artístic lloretenc | Lloret de Mar                     |                                                                   |
| 1982    | Gales d'Anglès | Anglès                            | Escultura i pintura                                               |
| 1983    | Galeria d'Art Vidreres | Vidreres                          |                                                                   |
| 1983    | Espai Torres | Girona                            | Exposició de pintures                                             |
| 1984    | Expoart | Girona                            | Fita i Girona, Pintures                                           |
| 1984    | Escola de Belles Arts d'Olot | Olot                              | "El rock", pintures. Exposició homenatge                          |
| 1984    | Expoart | Girona                            | Sèrie musical, pintures                                           |
| 1984/85 | Hotel Llevant | Llafranc                          | Dibuix ceràmica                                                   |
| 1985    | Expoart | Girona                            | Dibuixos "Pedra sobre pedra"                                      |
| 1985/86 | Galeria Ahir | Vic                               | Pintures i dibuixos del nu femení                                 |
| 1985    | Sala municipal d'Anglès | Anglès                            | Pintures i dibuixos "El rock"                                     |
| 1986    | El Tint | Banyoles                          | 3-25. Obra pictòrica                                              |
| 1986    | Expoart | Girona                            | Ceràmiques del 1979 i actuals                                     |
| 1987    | Clínica Quirón | Barcelona                         | Obra pictòrica                                                    |
| 1987    | Bar Croquis | Girona                            | Manipulacions de pintura sobre paper                              |
| 1987    | Expoart | Girona                            | Plantejaments                                                     |
| 1987    | Galeria Rutlla | Sant Feliu de Guíxols             | Sèrie "Guíxols", pintures                                         |
| 1987    | Cotxeres de Sants. Generalitat de Catalunya amb col·laboració del Col·legi Oficial de Doctors i Llicenciats en Belles Arts i Professors de Dibuix de Catalunya. | Barcelona                         | Fita. 45 anys de pintura                                          |
| 1987    | Sala Jaimes | Barcelona                         | Pintures                                                          |
| 1988    | Ajuntament de Llançà | Llançà                            | Pintures                                                          |
| 1988    | Museu de l'Empordà | Figueres                          | Obra pictòrica del 1982-87                                        |
| 1988    | L'Artística | Girona                            | Dibuixos i pintures                                               |
| 1988    | Casa de Cultura Tomàs de Lorenzana | Girona                            | 45 anys de pintura                                                |
| 1988    | Sala Fita, Hotel Sol | Girona                            | Obra pictòrica                                                    |
| 1988    | Casa de Cultura. Ajuntament de Tossa de Mar | Tossa de Mar                      | Pintures                                                          |
| 1988    | | Sant Hilari Sacalm                | "Mínims", pintures sobre paper i dibuixos                         |
| 1988    | L'Amistat | Cadaqués                          | Pintures                                                          |
| 1988    | Castell de Peralada | Peralada                          | Pintures                                                          |
| 1988    | Paulus Galerie | Tailfingen, Albstadt. Alemanya    | Pintures                                                          |
| 1988/89 | Fontana d'Or | Girona                            | Obra pictòrica inèdita i escultura                                |
| 1989    | Galeria Canals | Sant Cugat del Vallès             | Pintures d'exposició 7è monogràfic artistes d'avui                |
| 1989    | Galeria Albatros | Madrid                            | Pintures                                                          |
| 1989    | Castell de Benedormiens | Castell-Platja d’Aro              | Pintures                                                          |
| 1990    | Ajuntament de Pineda | Pineda de Mar                     | Pintures                                                          |
| 1990    | Diputació de Girona | Girona                            | Exposició de donació de pintures a la Diputació de Girona         |
| 1990    | Galeries Mercè Ettinghausen | La Pera                           | Pintura, escultura                                                |
| 1991    | Expoart | Barcelona                         | Obra pictòrica recent                                             |
| 1991    | Expoart | Girona                            | Cares i mans                                                      |
| 1992    | Col·legi d'aparelladors de Girona | Girona                            | Periple d'un any                                                  |
| 1992    | Galeria Anagma | València                          | Animalots                                                         |
| 1993    | Cercle Català | Madrid                            | Pintures                                                          |
| 1993    | Galeria Canals | Sant Cugat del Vallès             | Animalots                                                         |
| 1993    | Galeria Àngela Rodeja | Barcelona                         | Pintures                                                          |
| 1993    | Galeria Àngela Rodeja | Barcelona                         | Homenatge a Miró – Animalots                                      |
| 1993    | Col·legi d'Arquitectes Tècnics | Palamós                           |                                                                   |
| 1993    | Sta. Magdalena. Ajuntament d'Anglès | Anglès                            |                                                                   |
| 1993    | Palau dels Reis de Mallorca | Perpinyà                          | Fita                                                              |
| 1994    | Bosc de Can Ginebreda | Porqueres                         | Fita al Bosc de Can Ginebreda                                     |
| 1994    | Expoart | Girona                            | Girona – 3 visions                                                |
| 1994    | Palau Robert. Generalitat de Catalunya | Barcelona                         | 50 anys d'art integrat                                            |
| 1994    | Galeria d'art Farners. Ajuntament de Sta. Coloma | Santa Coloma de Farners           | Animalots                                                         |
| 1995    | Expoart | Girona                            | Pintures sobre Girona                                             |
| 1995    | Galeria Àngela Rodeja | Barcelona                         | Pintures                                                          |
| 1995    | L'Estació – sala municipal | Cassà de la Selva                 |                                                                   |
| 1995    | Empori Galeria d'art | Empuriabrava                      |                                                                   |
| 1995    | |                                   | Gravats per a l'expedició a l'Himàlaia                            |
| 1996    | Expoart | Girona                            |                                                                   |
| 1996    | Galeria Àngela Rodeja | Barcelona                         |                                                                   |
| 1996    | Galeria d'art Les Voltes | Olot                              |                                                                   |
| 1997    | Expoart | Girona                            | "Torna Girona", pintures                                          |
| 1997    | Ateneo de Madrid | Madrid                            | Escultura i pintura                                               |
| 1997    | Can Xerracan. Ajuntament de Montornès del Vallès | Montornès del Vallès              | Pintura i escultura                                               |
| 1997    | Can Ginebreda | Porqueres                         | Fita, pintures                                                    |
| 1997    | Galeria Àngela Rodeja | Barcelona                         | Dibuixos                                                          |
| 1998    | Expoart | Girona                            | Dibuixos                                                          |
| 1998    | L'Artística | Girona                            | "Bestioles", pintures                                             |
| 1998    | Can Ginebreda | Porqueres                         | Autoretrats                                                       |
| 1999    | Expoart-Galeria Àngela Rodeja | Girona                            | Variacions                                                        |
| 1999    | Museu d'Art | Girona                            | A dues veus                                                       |
| 1999    | Sant Nicolau. Ajuntament de Girona | Girona                            | Resum d'un any                                                    |
| 1999    | Expoart-Galeria Àngela Rodeja | Girona                            | Anyada                                                            |
| 2000    | Museu d'Art | Girona                            | Experiència d'art integrat                                        |
| 2000    | Expoart-Galeria Àngela Rodeja | Girona                            | Escultures, bestiari, nu                                          |
| 2000    | Artexpo, Fira de Barcelona. Expoart-Galeria Àngela Rodeja | Barcelona                         |                                                                   |
| 2000    | Expoart-Galeria Àngela Rodeja | Girona                            | Obra del 2000                                                     |
| 2001    | Expoart-Galeria Àngela Rodeja | Girona                            | Obra del 2001                                                     |
| 2002    | Casa de Cultura | Girona                            | Antològica (inaugural Fundació Fita)                              |
| 2002    | Fundació Fita | Girona                            | Fita, Flors Plòters                                               |
| 2003    | Fundació Fita | Girona                            | Floral                                                            |
| 2003    | Fundació Fita | Girona                            | Contactes                                                         |
| 2003    | Pia Almoina | Barcelona                         | Obra del 2002                                                     |
| 2004    | Palazzo Cecchini-Lavazzi (Generalitat de Catalunya) | Roma (Itàlia)                     | Floral                                                            |
| 2004    | Llibreria Blanquerna (Diputació de Girona) | Madrid                            | Obra del 2002                                                     |
| 2004    | Fundació Fita | Girona                            | Fita – Girona                                                     |
| 2005    | Fundació Fita | [Girona]                          | 10 obres del Nu                                                   |
| 2005    | Fundació Fita | Girona                            | Animàlia                                                          |
| 2005    | Fundació Fita | Girona                            | Plecs & Bits” (Fita – Colomer)                                    |
| 2006    | Fundació Fita | Girona                            | Fita – Natura.                                                    |
| 2007    | Fundació Fita | Girona                            | El traç del dit                                                   |
| 2007    | Fundació Fita | Girona                            | Adorn                                                             |
| 2008    | Fundació Fita | Girona                            | Gofrat / Tòrcul                                                   |
| 2008    | Fundació Àngel Planells | Blanes                            | Encuny / Orgànic / Silicona                                       |
| 2009    | Museu d'Història. Cicle Salut i Societat | Sant Feliu de Guíxols             | Adorn                                                             |
| 2009    | Galeria El Claustre | Girona                            | Fragments                                                         |
| 2010    | Fundació Fita | Girona                            | Xeringa                                                           |
| 2010    | Fundació Fita | Girona                            | Relleus Ornar                                                     |
| 2010    | Fundació Fita | Girona                            | Aixafats                                                          |
| 2011    | Fundació Fita | Girona                            | Suc                                                               |
| 2011    | Fundació Fita | Girona                            | Rebrec                                                            |
| 2012    | Casa de Cultura / Fundació Fita | Girona                            | Llum i color. Els vitralls de Fita, 1956-2011                     |
| 2012    | Fundació Fita | Girona                            | Bollat                                                            |

### Exposicions col·lectives (selecció)[6]
| Any     | Espai                                | Ciutat                | Exposició                     |
| ------- | ------------------------------------ | --------------------- | ----------------------------- |
| 1976    | Matisse                              | Barcelona             | Muestra de Arte de Vanguardia |
| 1982    | ARCO                                 | Madrid                | Galeria 3 i 5, Girona         |
| 1988    | ARCO                                 | Madrid                | Galeria Expoart, Girona       |
| 1995    | Gem-Art                              |                       | De la mina al arte            |
| 1996    | Consell Comarcal del Gironès         | Girona                | (23/VII) Exposició            |
| 1996    | Centre Cultural Monestir             | Sant Feliu de Guíxols | Sis escultors                 |
| 1996    |                                      | Cardedeu              | (VII-XI) Aparadors            |
| 1996    | VIII Festa del Bosc de Can Ginebreda | Porqueres             | (7/IX) Revisió de la Sardana  |
| 1996/97 | Sala de Exposiciones Blanco Herrero  | Oviedo                | (XI-I) Col·lecció Testimoni   |
| 1997    | Galeria Expoart                      | Girona                | Domènec Fita, 70              |
| 1997    | Galeria Àngela Rodeja                | Barcelona             | Glòria Ortega-Fita            |
| 1997    | Can Ginebreda                        | Porqueres             | (6/IX) Bauhaus                |
| 1997    | (XII) Amics del castell de Montsoriu | Arbúcies              |                               |
| 1998    | (II) Fundació Studium                | Girona                |                               |
| 1998    | Museu d'Art                          | Girona                | (V) Històries del cor         |
| 1998    | Galeria Article 26                   | Barcelona             | (XII) Pa d'àngel              |
| 1998/99 | Caixa de Pensions                    |                       | Col·lecció Testimoni          |
| 1999    | Fundació Privada Vila Casas          | Pals                  | Exposició d'Escultura         |
| 2000    |                                      | Barcelona             | (II) Hòstia Pa d'Àngel        |
| 2000    | (VIII) Centre Cultural La Gorga      | Palamós               | Llegat F. Galí                |

## La Fundació Fita[7]
La Fundació, que exerceix les seves funcions principalment a Catalunya, té per objecte:
La promoció, divulgació i defensa de les manifestacions de l'esperit humà, de tots els temps i països, que tinguin un sentit de progrés i de modernitat (entenent aquests termes més pel seu significat de portadors de valors cognitius, ètics i estètics que no pel de referència a tot allò que és recent), i particularment l'art contemporani d'aquest mateix sentit en les seves diverses formes d'expressió.
L'exposició, la catalogació, la preservació i la divulgació de l'obra i del pensament de Domènec Fita.
L'organització d'estudis, seminaris, cursos, conferències, col·loquis, edicions, exposicions i qualsevol altra activitat encaminada a l'educació artística i el perfeccionament de la sensibilitat dels ciutadans relativa al tipus de manifestacions, d'obres d'art i de pensament esmentat abans.
La publicació de llibres, documents, discs i films i la reproducció, en tota mena de formes, les obres de caràcter artístic, amb subjecció al que disposi la legislació vigent.
La concessió de premis, beques i recompenses a fi de contribuir a despertar vocacions i a la formació d'artistes joves, així com ajudar-los en el seu treball, a divulgar i valorar la seva obra.